# Auslathsee
Der Auslathsee ist ein See bei Ladenthin im Landkreis Vorpommern-Greifswald in Mecklenburg-Vorpommern.
Das etwa 1,7 Hektar große Gewässer befindet sich im Gemeindegebiet von Grambow, 1,5 Kilometer südlich vom Ortszentrum in Ladenthin entfernt. Der See hat keine natürlichen Ab- oder Zuflüsse. Die maximale Ausdehnung des Auslathsees beträgt etwa 180 mal 160 Meter. Der See ist zudem als ein Angelgewässer ausgeschrieben und beherbergt Rotauge, Brachse, Rotfeder, Karausche, Hecht, Aal und Karpfen.